# Saint-Hilaire (Lot)
Saint-Hilaire é uma comuna francesa na região administrativa de Occitânia, no departamento de Lot. Estende-se por uma área de 7,93 km². Em 2010 a comuna tinha 65 habitantes (densidade: 8,2 hab./km²).